# スラヴォニア軍政国境地帯

スラヴォニア軍政国境地帯
（前期）
Slawonische Militärgrenze  (ドイツ語)
Szlavón határőrvidék  (ハンガリー語)
Slavonska vojna granica  (クロアチア語)
Slavonska vojna krajina  (クロアチア語)
Славонска војна крајина  (セルビア語)
Slavonian Military Frontier  (英語)

1572年のスラヴォニア軍政国境地帯（赤色の領域の北側、「SLAVONIAN CAPTAINCY」と書かれている部分）

スラヴォニア軍政国境地帯
（後期）
Slawonische Militärgrenze  (ドイツ語)
Szlavón határőrvidék  (ハンガリー語)
Slavonska vojna granica  (クロアチア語)
Slavonska vojna krajina  (クロアチア語)
Славонска војна крајина  (セルビア語)
Slavonian Military Frontier  (英語)

1751年のスラヴォニア軍政国境地帯（抹茶）

スラヴォニア軍政国境地帯（クロアチア語: Slavonska vojna krajina またはSlavonska vojna granica ;ドイツ語: Slawonische Militärgrenze  ;セルビア語: Славонска војна крајина  ;ハンガリー語: Szlavón határőrvidék  ）はハプスブルク帝国、オーストリア帝国、オーストリア・ハンガリー時代に存在していた軍政国境地帯の一つであった。
前期のものは対オスマン帝国の最前線となったクロアチア王国に設置され、中央クロアチア北部にあった。
後期のものはオーストリアがオスマン帝国から征服した領土から形成され、スラヴォニア南部とスリイェム南部が含まれていた。
現在、該当する地域は主にクロアチアにあり、その最東端がセルビア北部（主にヴォイヴォディナ地域）にある。

## 軍
前期のスラヴォニア軍政国境地帯はヴァラジュディンに総司令部を置き、ザグレブまでの中央クロアチアに展開していた。
後期のスラヴォニア軍政国境地帯はオシエクに総司令部を置き、3つの連隊に分けられた。すなわちヴィンコヴツィに本部を置くN°VII連隊、グラディシュカに本部を置くN°VIII連隊、ペトロヴァラディンに本部を置くN°IX連隊の3つである。

そして、スラヴォニア軍政国境地帯の他の重要な町には、スレムスキ・カルロヴツィ、スターラ・パゾヴァ、ゼムン、スレムスカ・ミトロヴィツァがあった。

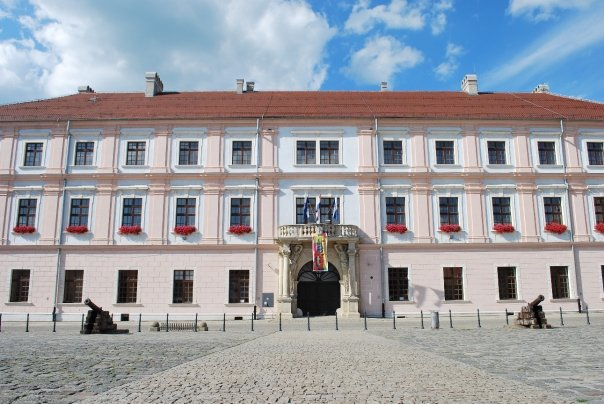
オシエクにあるスラヴォニア総司令部の宮殿。

## 歴史
歴史の中でスラヴォニア軍政国境地帯という名前は二度使われ、前期のものは中央クロアチアに位置していた。ヴァラジュディン将軍区（Varaždin generalat）としても知られており、中世のクロアチア＝スラヴォニア王国のバンが統治していた領土の一部に設定されていた。1553年の創設時、前期のスラボニア軍政国境地帯は東でオスマン帝国と、西でハプスブルク家領クロアチア王国（ハプスブルク家領の一部）と、南西でクロアチア軍政国境地帯と、北でハプスブルク家領ハンガリー王国と接していた。
1699年のカルロヴィッツ条約締結後、ハプスブルク帝国はその領土を東に拡大し、サヴァ川、ドナウ川、ティサ川、ムレシュ川に沿って新たな軍政国境地帯が設立された。新たな部分は2つの将軍区に分割され、1つ目にはスタラ・グラディシュカからティサ川までの領域が属し、2つ目にはティサ川とムレシュ川沿いの領域が属していた。新たにスラヴォニア軍政国境地帯と呼ばれることになる部分のほとんどはこの1つ目の部分である。18世紀半ばまではスラヴォニア全域が軍政下にあったが、1745年、北部のスラヴォニア王国（設立は1699年）は民政下に置かれた。そしてこのとき軍事政権下に残ったスラヴォニア南部が新たなスラヴォニア軍政国境地帯として組織され、旧スラヴォニア軍政国境地帯はクロアチア軍政国境地帯に編入されてヴァラジュディン総司令部となった。

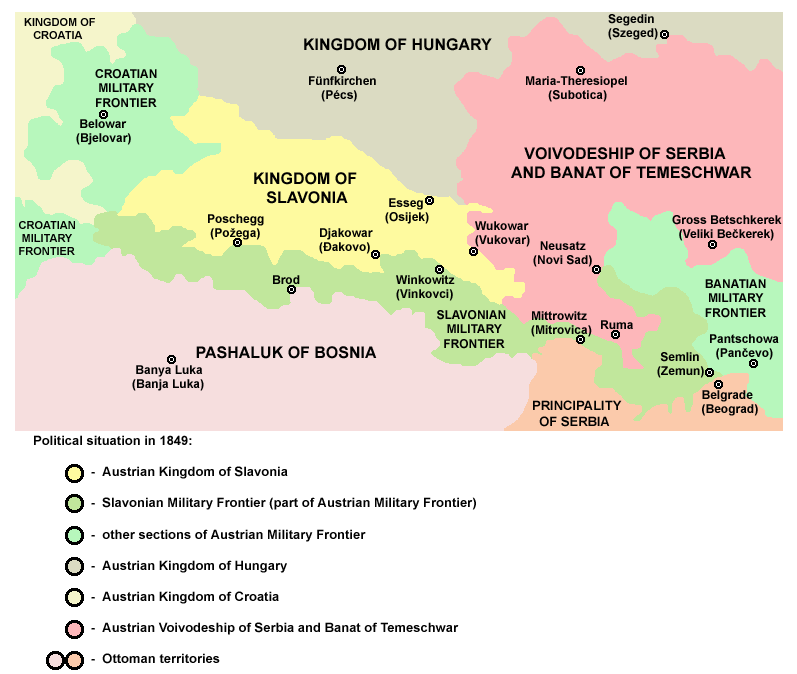
1849年のスラヴォニア軍政国境地帯（抹茶）

18世紀後半には、後期のスラヴォニア軍政国境地帯は西でクロアチア王国とクロアチア軍政国境地帯、北でスラヴォニア王国とハンガリー王国、東でバナト軍政国境地帯、南でオスマン帝国領ボスニア州及びスメデレヴォ県と接しており、1783年にはザグレブのクロアチア総司令部（ドイツ語: Kroatisches General-Commando）の管理下に置かれた。1881年にクロアチア＝スラヴォニア王国へ「返還」されるまでにあった国境の変化は、1848年から1849年まで北東に存在していたハプスブルク家領セルビア侯国がスラヴォニア軍政国境地帯の東部を編入し、その後1849年から1860年にかけてセルビア侯国及びテメシュヴァール公国が存在していたときのみであった。周辺地域では1815年に第二次セルビア蜂起が起こって1817年にセルビア公国が成立し、スラヴォニア軍政国境地帯は南東でセルビアと接するようになった。

## 人口統計
人口統計は後期のもののみである。

### 1776年
1776年、スラヴォニア軍政国境地帯の農村人口は177,212人であり、この内ローマ・カトリックの男性の数は43,635人、正教会の男性の数は33,970人であった。都市人口は11,353人で、合計188,565人であった。
ブロド連隊とグラディシュカ連隊ではカトリック教徒が正教徒の数を上回っており、ペトロヴァラディン連隊では正教徒の数が多かった。

### 1820年
1820年、スラヴォニア軍政国境地帯の人口には、117,933人のカトリック教徒と117,274人の正教徒が含まれていた。

### 1870年
1870年の公式な国勢調査によると、スラヴォニア軍政国境地帯には246,901人の住民がおり、その内143,873人はカトリック教徒であり、92,991人は正教徒（東スリイェムに多かった）であった。
ブロド連隊には82,540人の住民がおり、その内73,892人がカトリック教徒、6,886人が正教徒であった。
グラディシュカ連隊には61,596人の住民がおり、そのうち45,601人がカトリック教徒、15,933人が正教徒であった。
ペトロヴァラディン連隊には102,765人の住民がおり、その内70,172人が正教徒、24,380人がカトリック教徒であった。

## さらに読む
- Taube, Friedrich Wilhelm von (1777). Historische und geographische Beschreibung des Königreiches Slavonien und des Herzogthumes Syrmien. 1. Leipzig
- Taube, Friedrich Wilhelm von (1777). Historische und geographische Beschreibung des Königreiches Slavonien und des Herzogthumes Syrmien. 2. Leipzig
- Taube, Friedrich Wilhelm von (1778). Historische und geographische Beschreibung des Königreiches Slavonien und des Herzogthumes Syrmien. 3. Leipzig
- 河野淳『ハプスブルクとオスマン帝国：歴史を変えた＜政治＞の発明』講談社＜講談社選書メチエ＞、2010年。ISBN 978-4-06-258471-5
- カール・カーザー『ハプスブルク軍政国境の社会史：自由農民にして兵士』（越村勲・戸谷浩編訳）学術出版会、2013年。ISBN 978-4-284-10398-5